# Minerva Paradizo
Minerva Paradizo es un personaje ficticio de la saga de Artemis Fowl que aparece en el quinto libro "La cuenta atrás". Al principio intenta capturar al Demonio Hechicero conocido como N.º 1, pero que después establece una amistad con Artemis, aunque no tan fuerte como la que este tiene con Holly, pero hay que tener en cuenta que Artemis la clasificó como "Muy guapa" la primera vez que la vio, en Barcelona. Se reencontraron en un teatro de Sicilia y se presentaron formalmente en el edificio Taipei 101, cuando Artemis estaba por realizar un intercambio de rehenes, en el que él le daba a N.º1 a un personaje malvado llamado Billy Kong, a cambio de Minerva. Con el cerebro de Artemis, al final lograron quedarse con Minerva y también con N.º1.
Minerva es muy inteligente, casi o igual que Artemis y al final del último libro mostró mucho interés en el bienestar de Artemis, preguntándole por él al guardaespaldas de Artemis: Domovoi Mayordomo.
- Datos: Q11692873